# Anne-Lise Touya
Anne-Lise Touya (ur. 19 stycznia 1981 w Tarbes) – francuska szablistka, wielokrotna medalistka mistrzostw świata.
W 1999 roku zdobyła złoto indywidualnie i brąz drużynowo na mistrzostwach świata juniorów w Dijon. Na rozgrywanych rok później mistrzostwach świata juniorów w South Bend zdobyła indywidualnie kolejny złoty medal. Ponadto zajęła trzecie miejsce na mistrzostwach świata juniorów w Gdańsku w 2001 roku.
Podczas mistrzostw świata w Seulu w 1999 roku Francuzki w składzie: Anne-Lise Touya, Cécile Argiolas, Ève Pouteil-Noble i Magali Carrier zdobyły drużynowo srebrny medal. W tej samej konkurencji zdobywała następnie brązowe medale na mistrzostwach świata w Budapeszcie (2000) i mistrzostwach świata w Nowym Jorku (2004) oraz złote na mistrzostwach świata w Turynie (2006) i mistrzostwach świata w Petersburgu (2007). W rywalizacji indywidualnej zdobyła złote medale na mistrzostwach świata w Nîmes (2001) i mistrzostwach świata w Lipsku (2005) oraz brązowy na mistrzostwach świata w Budapeszcie (2000).
Wystartowała na igrzyskach olimpijskich w Atenach w 2004 roku, zajmując dziewiąte miejsce w turnieju indywidualnym. Na rozgrywanych cztery lata później igrzyskach olimpijskich w Pekinie była czwarta drużynowo, a indywidualnie zajęła 21. miejsce.
Zdobyła złoto w szabli indywidualnej i srebro w drużynowej na mistrzostwach Europy w Funchal. W rywalizacji drużynowej zdobyła też złote medale na mistrzostwach Europy w Zalaegerszeg (2005) i mistrzostwach Europy w Gandawie (2007), srebrny na mistrzostwach Europy w Bourges (2003) oraz brązowe na mistrzostwach Europy w Izmirze (2006) i mistrzostwach Europy w Kijowie (2008).
Jej bracia: Damien i Gaël także byli szermierzami.